# Utamphorophora vibei
Utamphorophora vibei är en insektsart som först beskrevs av Hille Ris Lambers 1952.  Utamphorophora vibei ingår i släktet Utamphorophora och familjen långrörsbladlöss. Inga underarter finns listade i Catalogue of Life.